# ديوزو مارتوس
ديوزو مارتوس (بالمجرية: Martos Győző)‏ هو لاعب كرة قدم مجري في مركز الدفاع، ولد في 15 ديسمبر 1949 في بودابست في المجر. شارك مع منتخب المجر لكرة القدم. أما مع النوادي، فقد لعب مع نادي فيرينتسفاروشي ونادي واترشاي ثور.

## وصلات خارجية
- ديوزو مارتوس على موقع الاتحاد الدولي (مؤرشف)  (الإنجليزية)
- ديوزو مارتوس على موقع قاعدة بيانات كرة القدم.إي يو (الإنجليزية)
- ديوزو مارتوس على موقع ناشيونال فوتبول تيمز (الإنجليزية)
- ديوزو مارتوس على موقع عالم كرة القدم.نت (الإنجليزية)